# نوريس كول
نوريس كول (بالإنجليزية: Norris Cole)‏ مواليد 13 أكتوبر 1988، هو لاعب كرة سلة أمريكي يلعب مع فريق نيو أورلينز بيليكانز في الرابطة الوطنية لكرة السلة ويحمل الرقم 30. يبلغ طوله 6 قدم 2 بوصة (1.9 م).

## فرق لعب لها
- ميامي هيت
- نيو أورلينز بيليكانز

## روابط خارجية
- نوريس كول على موقع إن بي أي (الإنجليزية)
- نوريس كول على موقع سبورتس رفرنس (الإنجليزية)
- نوريس كول على موقع الدوري الإسباني لكرة السلة (الإسبانية)
- نوريس كول على موقع كرة السلة الأوروبية.كوم (الإنجليزية)
- نوريس كول على موقع إي إس بي إن.كوم (الإنجليزية)
- نوريس كول على موقع كلية كرة السلة في سبورتس رفرنس.كوم (الإنجليزية)
- نوريس كول على موقع ريلجم (الإنجليزية)
- نوريس كول على موقع بروبوليرز (الإنجليزية)
- نوريس كول على موقع سبورتس رفرنس (الإنجليزية)
- نوريس كول على موقع سبورتس رفرنس (الإنجليزية)